# Amulius
|  | Per a altres significats, vegeu «Amulius (desambiguació)». |

Amulius (en llatí Amulius) va ser un pintor romà del segle i que es va dedicar principalment a decorar l'anomenada Casa Daurada de Neró.
Un dels seus treballs va ser una pintura de Minerva que sempre mirava a l'espectador, fos quin fos el lloc on aquest se situés. Plini el Vell l'anomena "gravis et severus, idemque floridus" i diu que només pintava unes hores cada dia, amb tant de respecte per la seva dignitat que no es treia la toga ni per treballar entre les bastides i les pintures.